# Distretto di Cochamal
Il distretto di Cochamal è un distretto del Perù nella provincia di Rodríguez de Mendoza (regione di Amazonas) con 545 abitanti al censimento 2007 dei quali 433 urbani e 112 rurali.
È stato istituito il 31 ottobre 1932.